# Мариенкирхе в Мариенхафе
Мариенкирхе — евангелическо-лютеранская церковь в городке Мариенхафе является главной церковью города, с которым тесно связана история пиратства на Северном море. В первые годы после постройки город и церковь находились непосредственно у морского берега, но в настоящее время они находятся на расстоянии 10 км от него.

## История
Церковь строилась между 1210 и 1240 годами и, после постройки между 1260 и 1280, стала самой крупной трёхнефной церковью базиликального типа во всей Восточной Фрисландии. Первое сохранившееся изображение от 16 февраля 1250 года показывает, что строительство продвинулось достаточно далеко. Тогда высота её башни превышала 70 м.